# Sede titolare di Ancira
Ancira (in latino Ancyrana) è una sede arcivescovile titolare della Chiesa cattolica.

## Storia
Ancira, l'odierna città di Ankara nel cuore dell'Anatolia, era la capitale della provincia romana della Galazia e poi della Galazia Prima, provincia sorta alla fine del IV secolo per divisione dell'antica regione storica. Nel V secolo la Galazia entrò a far parte della diocesi civile del Ponto. Sede di una arcidiocesi fin dagli albori del cristianesimo, la metropolia di Ancira sopravvisse fino agli accordi del trattato di Losanna del 1923 che ha imposto obbligatoriamente lo scambio delle popolazioni tra Grecia e Turchia e di conseguenza la fine della presenza cristiana nel territorio.
Dal XVII secolo Ancira è annoverata tra le sedi arcivescovili titolari della Chiesa cattolica; la sede è vacante dal 24 maggio 1976.

## Cronotassi degli arcivescovi titolari
- Cesare Nardi, O.F.M.Conv. † (1º luglio 1622 - 1633 deceduto)
- Ferrante (Pietro Paolo di San Francesco) Di Palma Artois, O.C.D. † (17 settembre 1696 - 4 gennaio 1700 deceduto)[2]
- Raimondo Gallani, O.P. † (19 gennaio 1708 - 23 marzo 1722 nominato arcivescovo di Ragusa)
- Giusto Fontanini † (5 settembre 1725 - 17 aprile 1736 deceduto)
- Gaetano Calvani † (20 novembre 1747 - 1757 deceduto)[3]
- Angelo Maria Durini † (22 dicembre 1766 - 28 aprile 1796 deceduto)
- Giovanni Marchetti † (26 settembre 1814 - 15 novembre 1829 deceduto)
- Mariano Báguena Varona † (30 settembre 1831 - 15 luglio 1837 deceduto)
- Stefano Scerra † (10 aprile 1851 - 20 gennaio 1859 deceduto)
- Vincenzo Spaccapietra, C.M. † (12 settembre 1859 - 8 aprile 1862 nominato arcivescovo di Smirne)
- Giacomo Cattani † (16 marzo 1868 - 19 settembre 1879 nominato cardinale presbitero di Santa Balbina)
- Fedele Sutter, O.F.M.Cap. † (2 agosto 1881 - 30 agosto 1883 deceduto)
- Giovanni Cirino † (8 novembre 1884 - 12 maggio 1896 deceduto)
- Giulio Vaccaro † (30 novembre 1896 - 24 marzo 1898 nominato arcivescovo di Bari e Canosa)
- Giacomo Merizzi † (28 novembre 1898 - 21 agosto 1902 nominato arcivescovo titolare di Mocisso)
- Giulio Tonti † (23 agosto 1902 - 6 dicembre 1915 nominato cardinale presbitero dei Santi Silvestro e Martino ai Monti)
- Pellegrino Francesco Stagni, O.S.M. † (1º gennaio 1916 - 23 settembre 1918 deceduto)
- Michele Zezza † (3 luglio 1919 - 4 aprile 1923 nominato arcivescovo di Napoli)
- Oreste Giorgi † (26 aprile 1924 - 27 aprile 1924 dimesso)
- Gaetano Cicognani † (11 gennaio 1925 - 12 gennaio 1953 nominato cardinale presbitero di Santa Cecilia)
- Opilio Rossi † (21 novembre 1953 - 24 maggio 1976 nominato cardinale diacono di Santa Maria Liberatrice a Monte Testaccio)